# 樋口豊 (フィギュアスケート選手)
樋口 豊（ひぐち ゆたか、1949年9月20日 - ）は、日本のフィギュアスケート選手（男子シングル）、フィギュアスケートコーチ、振付師、解説者。1968年グルノーブルオリンピック、1972年札幌オリンピック日本代表。法政大学卒業。

## 経歴
1949年東京都北区東十条生まれ。幼少時は病弱であったという。1959年、小学校5年生の時から後楽園アイスパレスにてスケートを習い始める。明星学園高等学校3年生だった1968年、1968年グルノーブルオリンピックに出場。同年に高校を卒業後、直ちにカナダ・トロントにスケート留学。トロント・クリケット・スケーティング・アンド・カーリング・クラブのメンバーとなる。1971年に帰国し、法政大学に入学。同大学1年生だった1972年、札幌オリンピックに出場。同年の世界選手権を最後に現役を引退した。全日本選手権では1969年大会から1971年大会まで3連覇を果たしている。
現役引退後は指導者の道を進み、後楽園アイスパレス、品川プリンスホテルアイスアリーナ、高野アイスアリーナでコーチを務めた。1998年長野オリンピックを控えた1990年代には日本オリンピック委員会専任強化コーチに就任し、日本人選手と外国人指導者をつなぐパイプ役として活躍。選手強化体制の基礎を築いた。現在は明治神宮外苑アイススケート場のヘッドコーチを務めており、秋篠宮佳子内親王の指導にも当たった。シンクロナイズドスケーティングチーム「神宮ICE MESSENGERS GRACE」コーチも務める。
2002年ソルトレークシティオリンピック（BShi）以来、NHKやJ SPORTSなどでの解説を担当している。わかりやすい解説と辛口だが的確な指摘には定評がある。
NHK杯国際フィギュアスケート競技大会では、2004年よりBShiの最終日生放送中、キスアンドクライにてエキシビションに参加する選手へのインタビュアー（兼通訳）を担当している。このインタビューコーナーは翌2005年より「豊の部屋」、2007年からは「ようこそ「豊の部屋」へ〜Kiss & Cry〜」と名付けられている。
2013年、長年スポーツ振興を支えた人物や団体に贈られる公益財団法人ヤマハ発動機スポーツ振興財団スポーツチャレンジ賞第5回功労賞を受賞した。

## 主な戦績
| 大会名       | 1965–66 | 1966–67 | 1967–68 | 1968–69 | 1969–70 | 1970–71 | 1971–72 |
| ------------ | ------- | ------- | ------- | ------- | ------- | ------- | ------- |
| オリンピック |         |         | 25位    |         |         |         | 16位    |
| 世界選手権   |         |         |         |         | 20位    | 20位    | 15位    |
| 全日本選手権 | 3位     | 3位     | 2位     |         | 1位     | 1位     | 1位     |

## 著作
野口美惠、樋口豊：監修、2011年4月、『フィギュアスケート 美のテクニック』、新書館